# The Principle of Moments
The Principle of Moments drugi je studijski album britanskog glazbenika i pjevača, Roberta Planta, kojeg 1983. godine objavljuje diskografska kuća Es Paranza.
Materijal na albumu je vrlo uspješan i dolazi na top 10 britanskih i američkih ljestvica. Album također sadrži i Plantovu prvu veću uspješnicu "Other Arms", koja je dosegla #1 na glavnim tjednim rock ljestvicama singlova. Phil Collins kao i na prethodnom albumu svira bubnjeve na šest od osam skladbi, dok na ostale dvije "Wreckless Love" i "Stranger Here...than over There", bubnjeve svira bivši član sastava Jethro Tull, Barriemore Barlow.
Kao i prethodni Plantov album Pictures at Eleven, skladbe su prepoznatljive po njegovom bivšem hard rock sastavu Led Zeppelin i donose mu novu i različitu publiku. Nakon što je objavio ova dva albuma, Plant 1983. godine pokreće vrlo uspješnu glazbenu turneju. Phil Collins je unatoč svojoj već velikoj solo popularnosti u tom trenutku, pristao da bude bubnjar na ovoj Plantovoj turneji. Publika je u velikom broju posjećivala koncerte i nije bilo nezadovoljstva što se ne izvode skladbe Led Zeppelina.
Izdavačka kuća Rhino Entertainment 3. travnja 2007. godine, objavljuje reizdanje albuma s bonus skladbama, na kojima se nalazi uživo zapis s Plantove turneje iz 1983. godine.

## Popis pjesama
1. "Other Arms" (Robert Plant, Robbie Blunt) – 4:20
2. "In the Mood" (Plant, Blunt, Paul Martinez) – 5:19
3. "Messin' with the Mekon" (Plant, Blunt, Martinez) – 4:40
4. "Wreckless Love" (Plant, Blunt) – 5:18
5. "Thru' with the Two Step" (Plant, Blunt, Martinez) – 5:33
6. "Horizontal Departure" (Plant, Blunt, Martinez, Jezz Woodroffe) – 4:19
7. "Stranger Here...than over There" (Plant, Blunt, Martinez, Woodroffe) – 4:18
8. "Big Log" (Plant, Blunt, Woodroffe) – 5:03

Bonus skladbe na reizdanju iz 2007.
1. "In the Mood" (uživo) – 7:35
2. "Thru' with the Two Step" (uživo) – 11:11
3. "Lively Up Yourself" (live) (Bob Marley) – 3:04
4. "Turnaround" (Plant, Blunt, Martinez, Woodroffe) – 4:55

## Izvođači
- Robert Plant - Vokal
- Robbie Blunt - Gitara
- Paul Martinez - Bas gitara
- Jezz Woodroffe - Klavijature
- Phil Collins - Bubnjevi u skladbama 1-3, 5-6, 8 + sve na bunus skladbama iz 2007.
- Barriemore Barlow - bubnjevi na skladbama 4 & 7
- John David - Prateći vokali
- Ray Martinez - Prateći vokali
- Bob Mayo - Gitara, klavijature, prateći vokali u skladbama 9, 10 i 11 (reizdanje iz 2007.)

## Top ljestvice
Album - Billboard (Sjeverna Amerika)
| Godina | Ljestvica             | Pozicija |
| ------ | --------------------- | -------- |
| 1983.  | Pop Albumi            | #8       |
| 1983.  | The Billboard Top 200 | #13      |

Singlovi - Billboard (Sjeverna Amerika)
| Godina | Singl                  | Ljestvica             | Pozicija |
| ------ | ---------------------- | --------------------- | -------- |
| 1983.  | "Big Log"              | Mainstream Rock       | #6       |
| 1983.  | "Big Log"              | The Billboard Hot 100 | #20      |
| 1983.  | "Horizontal Departure" | Mainstream Rock       | #44      |
| 1983.  | "In the Mood"          | Mainstream Rock       | #4       |
| 1983.  | "In the Mood"          | The Billboard Hot 100 | #39      |
| 1983.  | "Other Arms"           | Mainstream Rock       | #1       |

## Vanjske poveznice
- Službene stranice Roberta Planta
- Rockfield studio
- Discogs.com - Recenzija albuma